# Kontextfreie Hilfe
Die kontextfreie Hilfe bietet Informationen zu einem Produkt unabhängig vom aktuellen Kontext, in dem ein Nutzer sich gerade befindet. Sie ist in der Regel eine eigenständige Online-Hilfe, die in einem Viewer angezeigt wird (Navigation, Verzeichnisse). 
Online-Hilfe, die kontextfrei angeboten wird, eignet sich für Überblicke, Einstiegsinformationen und übergreifende Arbeitsabläufe. Sie wird in der Regel über das Hilfe-Menü in der Benutzeroberfläche oder über das Dateisystem geöffnet.